# Жерники-Великі
Жерники-Великі (пол. Żerniki Wielkie) — село в Польщі, у гміні Журавіна Вроцлавського повіту Нижньосілезького воєводства.
Населення — 180 осіб (2011).
У 1975-1998 роках село належало до Вроцлавського воєводства.

## Демографія
Демографічна структура станом на 31 березня 2011 року:
|          | Загалом | Допрацездатний вік | Працездатний вік | Постпрацездатний вік |
| -------- | ------- | ------------------ | ---------------- | -------------------- |
| Чоловіки | 97      | 12                 | 77               | 8                    |
| Жінки    | 83      | 13                 | 51               | 19                   |
| Разом    | 180     | 25                 | 128              | 27                   |